# Hidenori Tokuyama
Pour les articles homonymes, voir Tokuyama (homonymie).
Hidenori Tokuyama (徳山 秀典, Tokuyama Hidenori), né le 30 janvier 1982 à Suginami (Tokyo), est un acteur et chanteur japonais J-pop.

## Filmographie partielle

### Au cinéma
- 2000 : Oshikiri (押切?) de Zenboku Sato : Oshikiri

### À la télévision
- 2006 : Kamen Rider Kabuto (仮面ライダーカブト, Kamen raidā kabuto?)
- 2008 : Engine Sentai Go-onger (炎神戦隊ゴーオンジャー, Enjin sentai gōonjā?)
- 2009 : Kamen Rider Decade (仮面ライダーディケイド, Kamen raidā dikeido?) (épisodes 2 et 3)
- 2009 : Smile (スマイル, Sumairu?)
- 2011 : Hanazakari no Kimitachi e (花ざかりの君たちへ〜イケメン☆パラダイス〜2011?)